# Inger Efraimsson
Inger Efraimsson, född 1948, är en svensk socialarbetare och fackföreningsledare. Hon var ordförande för fackförbundet SKTF (nuvarande Vision) från 1996 till 2004. Hon är utbildad socionom och har bland annat arbetat som 1:e socialsekreterare i Karlskoga kommun.
Från 2005 till 2007 var Efraimsson ordförande för myndigheten Försäkringskassan. I samband med att hennes förordnandeperiod löpte ut meddelade hon den 12 december 2007 att hon inte önskade få fortsatt förordnande. Anledningen till detta var delade meningar relativt regeringen Reinfeldt angående regelförändringar avseende sjukskrivning. Efraimsson meddelade att hon inte längre kunde vara lojal mot den av regeringen förda linjen. Hon uppgav att hon även varit kritisk till den tidigare regeringen. I sin roll som försäkringskassans ordförande ersattes Efraimsson från den 1 januari 2008 av Erik Åsbrink.